# Итаколумит
Итаколумит — метаморфическая сланцевая горная порода с кварцевым же цементом типа регенерации. Состоит из кварца, слюд, хлорита, талька, иногда гематита, рутила, циркона, ксенотима, турмалина, дистена и алмазов. Синонимы — «гибкий песчаник», «артикулит». Из-за содержания примеси хлорита, породу иногда называли «хлоритовым песчаником».
Порода названа по месту первой находки — горе Итаколуми в штате Минас-Жерайс (Бразилия). Позднее стали известны находки подобной породы в США (штаты Джорджия и Южная Каролина), Индии (штат Харьяна, округ Чархи-Дадри) и России (Республика Карелия, Олонецкий район).
Цвет породы преимущественно светло-жёлтый или светло-красноватый, но встречаются и более тёмные коричневатые разновидности.
Раннее считалось, что итаколумит является алмазоносной породой Бразилии. Не во всех итаколумитах обнаружены алмазы, по-видимому, имеет место наличие целого ряда факторов

## История открытия
Впервые описал необычную, нигде ранее не встречавшуюся, метаморфическую породу немецкий и португальский геолог Вильгельм Людвиг фон Эшвеге. В породе он обнаружил алмазы и кварцевые сланцы, содержащие тальк, слюду, хлорит. В. Эшвеге назвал итаколумит вероятной материнской алмазной породой.
Название «Итаколумит» породе дал Александр фон Гумбольдт в 1823 году, упомянув её в своей книге «Геогностические опыты о месторождениях горных пород в обоих полушариях Земли».
В 1820 году несколько образцов бразильского итаколумита были получены от Карла Тунберга для Кунсткамеры. В описи В. М. Севергина 1821 года указан стол с «бразильскими упругими камнями» в «боковой галерее по левую сторону от входа» Кунсткамеры. Сегодня часть этой коллекции итаколумитов хранится в Рудно-петрографическом музее ИГЕМ РАН.

## Происхождение
На сегодняшний день происхождение породы обсуждается:
- динамометаморфизм (слюдяной динамически деформированный кварцит);
- обогащенный кремнезёмом кимберлитовый расплав (кислая разновидность кимберлита)[1].

## Свойства
Порода характеризуется сланцеватостью. Относится к метаморфическим горным породам. Проявляет уникальные свойства гибкости в тонких плитах.
Объяснение уникальной гибкости итаколумита имеет несколько гипотез:
- Наличием большого количества межкристаллических пустот, образованных за счёт химического выветривания (выщелачивания) части цементирующего материала породы (это гипотеза, разработанная для индийской разновидности итаколумита)[5];
- Наличие тонких прослоев микрослюды между зёрнами кварца, которые допускают определённое количество движения между соседними зёрнами кварца[7];
- Наличие зёрен с «лапчатой формой», эта форма позволяет им быть прочно сцепленными между собой и при изгибании тонких пластин породы зерна не разъединяются[2].

## Применение
В строительстве применяется для облицовки пола или стен.
В 2008 году в журнале «American Ceramic Society» вышла статья о новом композитном материале с искусственно нарушенной микроструктурой, схожем по свойствам пластической деформации с итаколумитом.